# 蓬查納區
蓬查納區（西班牙語：Distrito de Punchana），是秘魯的一個區，位於該國東北部洛雷託大區的邁納斯省，始建於1987年12月16日，面積1,573.39平方公里，海拔高度105米，2005年人口78,446，人口密度每平方公里50人。